# Dekryminalizacja
Dekryminalizacja – uznanie, iż czyn nie jest już przestępstwem. Termin ten niekoniecznie musi oznaczać to samo co depenalizacja, ponieważ dany czyn może być kwalifikowany jako wykroczenie, które nie jest przestępstwem, a mimo to ponosi się z tego tytułu odpowiedzialność.